# Denisonia devisi
Denisonia devisi là một loài rắn trong họ Rắn hổ. Loài này được Wait & Longman mô tả khoa học đầu tiên năm 1920.